# Pivovar Košíře
Pivovar Košíře (Parostrojní pivovar a sladovna A. Lanner v Košířích) je bývalý pivovar v Praze , který stojí na rohu ulic Na Popelce a Vrchlického pod severním svahem Černéhu vrchu poblíž zaniklé usedlosti Popelka. Od roku 2024 je objekt zapsán jako kulturní památka.

## Historie
Pivovar je poprvé zmiňován na přelomu 18. a 19. století. Po roce 1880 jej dal přestavět jeho nový majitel Alexander Lanner, novorenesanční a secesní fasády pocházejí z úprav roku 1896. Před 1. světovou válkou prošel modernizací. V roce 1934 ukončil provoz a v jeho objektech zřídil Krušovický pivovar stáčírnu lahvového piva a sklad.
Roku 1956 se dostal areál jako odúmrť do majetku státu a jeho správci se staly Sodovkárny, podnik hlavního města Prahy. 28. srpna 1963 byla správa převedena na Elektropodnik hlavního města Prahy v Praze 7, od které budovy v roce 1994 koupila společnost Eltodo spol. s r. o. Konverze areálu na kanceláře proběhla roku 1998.

## Popis
V letech 1880 až 1914 se zvyšoval roční výstav pivovaru až na 40000 hektolitrů desetistupňového a tmavého jedenáctistupňového piva. Po likvidaci výroby koupil varnu Lobkowiczký pivovar ve Vysokém Chlumci; instalována byla roku 1939 a po úpravách je stále v provozu.